# Ernst Leo von Holwede
Ernst Leo von Holwede (* 11. Oktober 1802 in Falkenberg; † 2. August 1872 in Görlitz) war ein preußischer Generalleutnant und Kommandant von Königsberg.

## Leben

### Herkunft
Seine Eltern waren Ferdinand Friedrich Ludwig von Holwede (1759–1817) und dessen Ehefrau Maria Anette, geborene Henrion, verwitwete Pflugradt. Sein Vater war Rittmeister a. D. im Regiment Gens d’armes, Landrat des Kreises Sternberg und Ritterschaftsrat.

### Militärkarriere
Am 19. März 1818 trat Holwede als Schütze in das Garde-Schützen-Bataillon der Preußischen Armee und avancierte bis Mitte Februar 1829 zum aggregierten Premierleutnant. Unter Beförderung zum Hauptmann stieg er am 14. April 1841 zum Kompaniechef auf. Von 1844 bis 1847 wurde er zur Prüfungskommission für Kavallerie-Schießwaffen kommandiert. Im Jahr 1848 nahm er am Feldzug gegen Dänemark teil, wurde im Gefecht bei Schleswig verwundet und kämpfte bei Düppel und vor Friedricia. Am 19. September 1849 wurde er mit dem Roten Adlerorden IV. Klasse mit Schwertern ausgezeichnet. Er wurde am 21. November 1848 dann als Major zum Garde-Jäger-Bataillon versetzt und am 30. Oktober 1851 zum Kommandeur des 5. Jäger-Bataillons ernannt. Am 13. Juli 1854 wurde er zum Oberstleutnant befördert und am 26. Juli 1856 als Bataillonskommandeur in das 29. Infanterie-Regiment versetzt. Er wurde am 14. April 1857 als Kommandeur in das Füsilier-Bataillon versetzt.
Am 15. Juni 1857 wurde Holwede dann als Kommandeur in das 23. Infanterie-Regiment versetzt. Dort wurde er am 22. Mai 1858 zum Oberst befördert und am 3. Oktober 1859 mit dem Roten Adlerorden 3. Klasse mit Schwertern am Ring ausgezeichnet. Am 14. September 1860 wurde er Kommandeur der 17. Infanterie-Brigade, dazu wurde er à la suite des 23. Infanterie-Regiments gestellt. Dort wurde er am 18. Oktober 1861 zum Generalmajor ernannt. Am 18. Januar 1863 erhielt er den Roten Adlerorden 2. Klasse mit Eichenlaub und Schwertern. Er wurde am 25. Juni 1864 zum Generalleutnant und Kommandanten der Festung Königsberg ernannt, außerdem mit der Wahrnehmung der Geschäfte des Gouverments von Königsberg beauftragt. Unter Verleihung des Sterns zum Roten Adlerorden II. Klasse mit Eichenlaub erhielt Holwede am 10. September 1864 seinen Abschied mit Pension. Er starb am 2. August 1872 in Görlitz.

### Familie
Er heiratete am 24. Juni 1833 in Berlin Henriette von Sanitz (1810–1895), eine Tochter des Oberst Wilhelm von Sanitz. Das Paar hatte mehrere Kinder:
- Wilhelmine (* 1834)
- Friedrich, (Hans), (1841–1921), Regierungspräsident in Breslau und Danzig
- Alexander Adolf Leo Ferdinand Wilhelm (Wilhelm) (1843–1929), Oberstleutnant, verheiratet mit Fanny von Koschembahr
- Emil Theodor Adolf Ernst (1845–1887), Prem.-Leutnant, lebte in New York, unvermählt